# Царёво-Займищенское сельское поселение
Царёво-Займищенское сельское поселение — упразднённое муниципальное образование в составе Вяземского района Смоленской области России.
Административный центр — село Царёво-Займище. На территории поселения находилось 11 населённых пунктов.
Образовано Законом Смоленской области от 28 декабря 2004 года. Упразднено Законом Смоленской области от 25 мая 2017 года с включением всех входивших в него населённых пунктов в Тумановское сельское поселение.

## Географические данные
- Общая площадь: 112,37 км²
- Расположение: северо-восточная часть Вяземского района
- Граничит:
  - на севере и востоке — с Гагаринским районом
  - на юго-востоке — с Тёмкинским районом
  - на юге — с Ермолинским сельским поселением
  - на западе — с Тумановское сельским поселением
- По территории поселения проходят автомобильные дороги: М1 «Беларусь» и Царёво-Займище — Баскаково.
- Крупная река: Сежа.

## Население
| 2011 | 2012 | 2013 | 2014 | 2015 | 2016 | 2017 |
| ---- | ---- | ---- | ---- | ---- | ---- | ---- |
| 387  | ↘379 | ↗382 | ↗389 | ↗401 | ↘389 | ↘380 |

## Населённые пункты
В состав поселения входили следующие населённые пункты:
- Царёво-Займище, деревня
- Большие Ломы, деревня
- Вырубово, деревня
- Гашино, деревня
- Добринка, деревня
- Докунка, деревня
- Коргино, деревня
- Красная Слобода, деревня
- Крутое, деревня
- Мочальники, деревня
- Никулинки, деревня